# Marc Neumeister

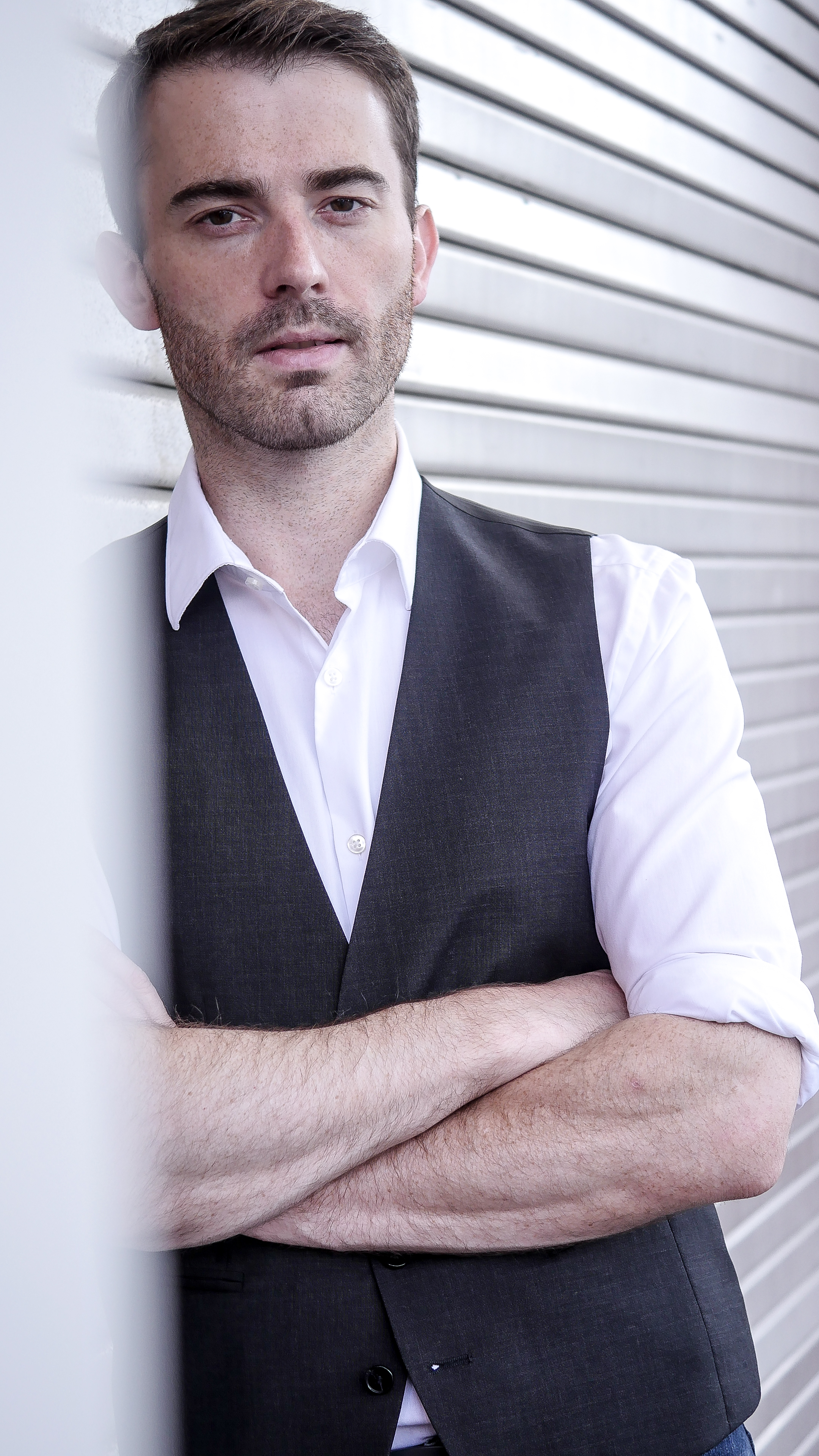
Marc Neumeister (2017)

Marc Neumeister (* 22. Juni 1984 in Lünen) ist ein deutscher Schauspieler, Regisseur und war künstlerischer Leiter des Leo Theaters im Ibach-Haus in Schwelm.

## Leben
Erste Theatererfahrungen sammelte Neumeister während der Schulzeit an der Freien Waldorfschule in Hamm. Dort trat er in Momo von Michael Ende als Beppo Straßenkehrer und in Hexenjagd von Arthur Miller als Giles Corey auf. Von 2007 bis 2010 wechselte er hinter die Kamera und beendete sein Studium zum diplomierten Film- und Fernsehwirt an der WAM in Dortmund.
Seinen beruflichen Werdegang als Theaterschauspieler begann Neumeister Anfang 2013 als festes Ensemblemitglied im Leo Theater Wuppertal. Dort spielte er in seiner ersten Rolle den Portier Louis in der Heinz-Erhardt-Komödie Ach Egon.
Nach dem Umzug des Leo Theaters nach Ennepetal bekam er im November 2013 dort ein festes Engagement.
2013 spielte er u. a. die Hauptrolle des Inspektor Larry Holt in Die toten Augen von London nach Edgar Wallace, 2014 spielte er u. a. den Sohn der Martha in Altweiberfrühling von Stefan Vögel, die Hauptrolle des Bernhard in Marc Camolettis Boulevardkomödie Boeing Boeing, den Hotzenplotz in Neues vom Räuber Hotzenplotz von Otfried Preußler. Bis heute spielt Neumeister sämtliche Sketche von Vicco von Bülow in einem Loriot-Programm, wobei er auch Regie führte.
Im Juni 2015 übernahm Neumeister den Posten des stellvertretenden künstlerischen Leiters.
2015 übernahm er u. a. die Regie-Assistenz bei Der Gott des Gemetzels von Yasmina Reza, die Regie bei Alles hat seine Zeit von Frank Pinkus, spielte den Rocco bei der deutschsprachigen Erstaufführung von Familie Durchgeknallt (Barking in Essex) von Clive Exton, übernahm die Rolle des Major von Mühlen in Pension Schöller von Wilhelm Jacoby und Carl Laufs, spielte die Hauptrolle des Tom und übernahm die Co-Regie in der Uraufführung von Hauptsache Gesund und spielte den Al Lewis in die Sonny Boys von Neil Simon. Es folgten Auftritte sowie Gastspiele in der Komödie Düsseldorf oder im Velvets Theater Wiesbaden.
2016 führte er Regie bei Männerparadies von Frank Pinkus und spielte sein erstes Musical Zum Sterben schön von Marc Schubring und Wolfgang Adenberg als Bürgermeister Hugh Rhys-Jones. Er führte Regie und spielte den Sherlock Holmes in Sherlock Holmes und der Hund der Baskervilles. Mit Hi Dad! Hilfe. Endlich Papa. von Bjarni Thorsson feierte Neumeister am 26. August 2016 Premiere mit seinem ersten Solostück. Im Oktober 2016 übernahm er in der Komödie Aufguss von René Heinersdorff die Rolle des Dr. Lothar Höffgen und führte auch die Regie. Im Januar 2017 übernahm er bei dem Kriminalkomödien-Klassiker Arsen und Spitzenhäubchen von Joseph Kesselring, zusammen mit Robin Schmale, die Regie und spielt die Hauptrolle der Abby Brewster.
Er führte Regie bei Michael Frayns Der Nackte Wahnsinn (Noises off) und spielte dort auch den Regisseur. Im März 2017 führte er Regie bei der Uraufführung von Trennung pa(a)r Excellence von Claudia van Veen und Jens Hajek und im April machte er einen persönlichen Traum wahr: Er spielte den Alfred Tetzlaff in seiner eigenen Produktion von Ein Herz und eine Seele von Wolfgang Menge, dessen Premiere einen Zuschauer Rekord brachte.
Von 2013 bis 2019 spielte er in über 45 Stücken. Er spielte Haupt- und Nebenrollen und wirkte gleichzeitig öfters auch als selbst spielender Regisseur.
Er absolvierte in dieser Zeit eine private Schauspielausbildung.
Seit dem 1. Januar 2016 leitet Neumeister das Leo-Theater im Ibach-Haus in Schwelm als künstlerischer Leiter.

## Theater
- 2013: Die toten Augen von London
- 2013: Ach Egon
- 2013: Männer für gewisse Stunden
- 2014: Der Rosenkrieg
- 2014: Altweiberfrühling
- 2014: Boeing Boeing
- 2014: Ein Mann an der Angel
- 2014: Loriot
- 2014: Neues vom Räuber Hotzenplotz[10]
- 2014: Und morgen nochmal von vorn
- 2015: Loriot II
- 2015: Pension Schöller
- 2015: Alles hat seine Zeit
- 2015: Familie Durchgeknallt (DSE)
- 2015: Gott des Gemetzels
- 2015: Hauptsache Gesund (UA)
- 2015: Herrenabend
- 2015: Sunshine Boys
- 2015: Willi Winzig
- 2016: Sonny Boys
- 2016: Zum Sterben schön (Musical)[11]
- 2016: Aufguss[12]
- 2016: Hi Dad! Hilfe. Endlich Papa (Solostück)[13]
- 2016: Männerparadies
- 2016: Sherlock Holmes und der Hund der Baskervilles
- 2016: Singles
- 2017: Arsen und Spitzenhäubchen[14]
- 2017: Das perfekte Desaster Dinner[15]
- 2017: Der Nackte Wahnsinn[16]
- 2017: Der Vorname[17]
- 2017: Ein Herz und eine Seele[18]
- 2017: Trennung für Feiglinge[19]
- 2017: Trennung pa(a)r Excellence (UA) – Regie
- 2018: Ein Herz und eine Seele II[20]
- 2018: Das Abschiedsdinner[21]
- 2018: Die Weihnachtsgeschichte[22]
- 2018: Fremde Verwandte – Regie[23]
- 2018: Macho Man (Solostück)[24]
- 2018: Männerabend[25]
- 2019: Die Mausefalle[26]
- 2019: Ein Herz und eine Seele III[27]
- 2019: Heinz Erhardt – Ein Schelm in Schwelm (Solostück)[28]
- 2019: Landeier – Bauern suchen Frauen[29]
- 2019: Tratsch im Treppenhaus – Regie[30]
- 2020: Machos auf Eis[31]
- 2020: Reset – Alles auf Anfang[32]